# Arthur D. Levinson

Arthur D. Levinson (sinh ngày 31 tháng 3 năm 1950, ở Seattle, bang Washington, Hoa Kỳ) là chủ tịch của Genentech (năm 1999 đến nay) và Chủ tịch của Apple Inc (năm 2011 đến nay). Ông là tổng giám đốc điều hành cũ của Genentech (năm 1995-2009) và cũng là một thành viên của Ban Nghiên cứu khoa học Genentech, phục vụ như là một nhóm tư vấn cho các công ty liên quan đến nghiên cứu và dự án phát triển sớm.
Ngoài việc phục vụ như là Chủ tịch cho Genentech và Apple. Inc., Levinson phục vụ trong Hội đồng quản trị cho Biopharmaceuticals NGM, Inc, công nghệ sinh học Amyris, Inc và Viện Broad của MIT và Harvard. Ông hiện đang phục vụ trong Ban tư vấn khoa học của các Trung tâm Ung thư Memorial Sloan-Kettering, Hội đồng Tư vấn Công nghiệp của Viện California cho định lượng Biosciences (QB3), Hội đồng tư vấn Khoa Sinh học phân tử Đại học Princeton và Hội đồng tư vấn cho Lewis-Sigler Viện Integrative Genomics.

## Học vấn
Ông nhận bằng cử nhân từ Đại học Washington ở Seattle vào năm 1972, và tiến sĩ ngành hóa sinh từ Đại học Princeton vào năm 1977. Sau đó, ông nghiên cứu sau tiến sĩ với Michael Bishop và Harold Varmus tại Khoa Vi sinh vật tại Đại học California, San Francisco, từ nơi ông được Herb Boyer thuê làm ở Genentech.